# Uniforme du combattant allemand pendant la Première Guerre mondiale
L’uniforme du combattant allemand pendant la Première Guerre mondiale est l'ensemble des pièces de vêtements et d'effets militaires constituant l'uniforme et les équipements du soldat allemand de la Deutsches Heer pendant la « Grande Guerre » (1914 - 1918).

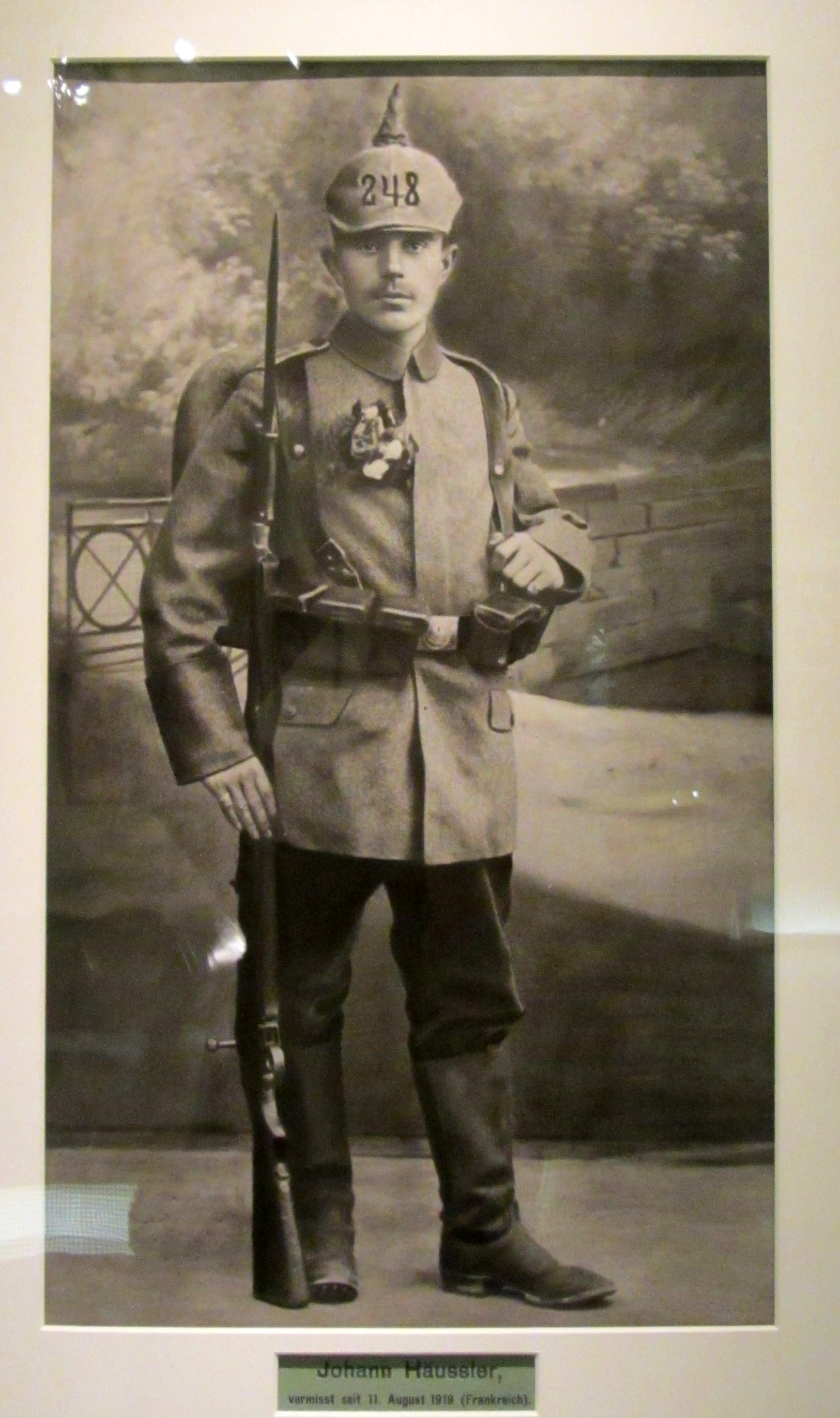
le soldat Johann Häussler du Württembergisches Reserve-Infanterie-Regiment Nr. 248.

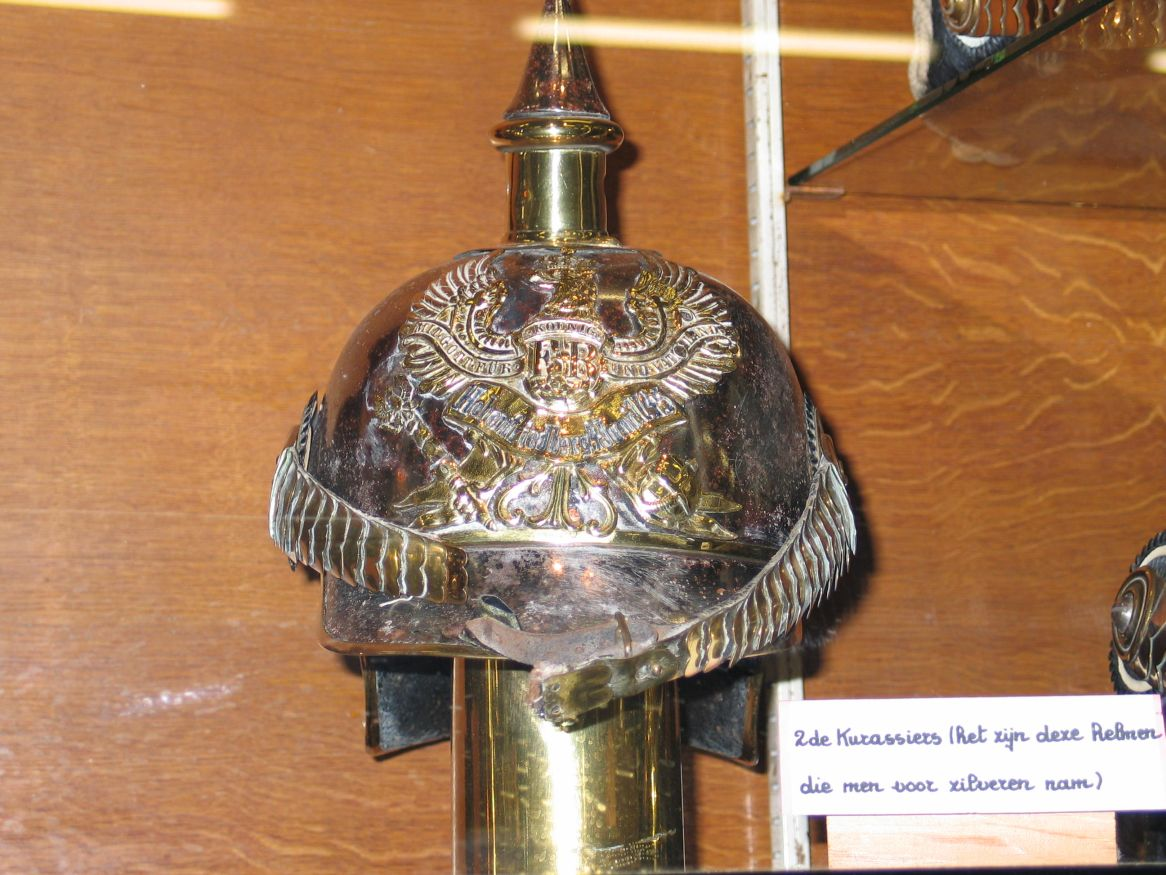
« Casque d'argent » du 2e régiment de cuirassiers allemand pris à la Bataille de Haelen.

## L'uniforme en 1914
Le soldat allemand de 1914 diffère notamment du soldat français par la couleur de son uniforme. Cette couleur est connue sous le nom de Feldgrau (gris verdâtre). L'uniforme diffère également suivant la spécialité ou le grade du soldat. La liste qui suit n'est valable que pour l’infanterie. De plus l'Allemagne étant composée de plusieurs États. Les insignes (marques de col, boutons d'uniforme, boucle de ceinturon...) sont spécifiques à la région d'origine du régiment du soldat.
L'uniforme du soldat allemand de 1914 se composait de plusieurs pièces fabriquées en toile, cuir ou tissu.
1- La vareuse modèle 07/10 : elle est en drap (tissu de laine) couleur Feldgrau, possède des boutons dorés et une bordure rouge sur les deux rabats, le col et les autres extrémités de la vareuse. Sur les épaulettes est cousu au fil rouge le numéro du régiment. 
2- Le pantalon : il est aussi en drap couleur Feldgrau et reçoit un liseré rouge le long de la jambe.
3- Le casque à pointe : signe distinctif du militaire allemand au point de symboliser  à l'étranger l'impérialisme germanique, il équipe tous les soldats. Il est en cuir bouilli pour la coiffe et en métal pour les ornements (pointe, insignes...). Pendant les combats, il est recouvert d'une toile kaki. Le numéro du régiment est inscrit dessus en rouge. Le soldat a également un bonnet de police, Feldmütze en allemand, porté seulement lors des phases de repos.
4- Les bottes en cuir beige : elles sont très vite noircies par les combats et les cirages successifs.
5- L'équipement : il est composé du ceinturon avec sa boucle, de deux cartouchières contenant plus ou moins 150 munitions, d'une pelle et de son étui, d'une baïonnette pour le fusil Mauser et d'un sac à pain. Le tout est fabriqué en cuir ou en tissu. 
Le paquetage était assez léger, environ 15 kg. Il est emporté dans le tornister modèle 95 ou modèle 07/13. Il comprenait :
- des couverts et une gamelle ;
- une toile de tente, les sardines et un piquet ;
- une pelle supplémentaire pour les soldats du génie ;
- des rations alimentaires ;
- une couverture ;
- une capote (ou manteau) Feldgrau ;
- un bidon et un quart ;
- un couteau et un ouvre-boîte.

Le soldat allemand porte le fusil Mauser modèle 1898 sans fumée. Le Mauser 1898 a une cadence de tir rapide avec ses lames de cinq cartouches de 7,92 × 57 millimètres à introduire dans le magasin. Avec un recul plutôt faible, ce fusil portait loin et il était bien plus précis que le Lebel français.

## Évolution et rajout au cours de la guerre

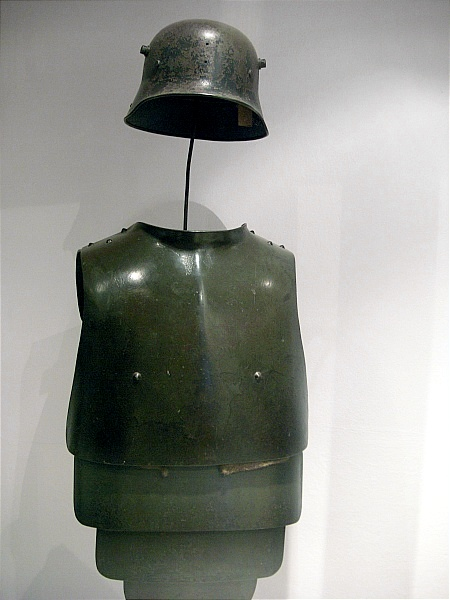
Stahlhelm et cuirasse de Stosstruppen.

Au cours de la guerre plusieurs équipements sont ajoutés et l’uniforme évolue.

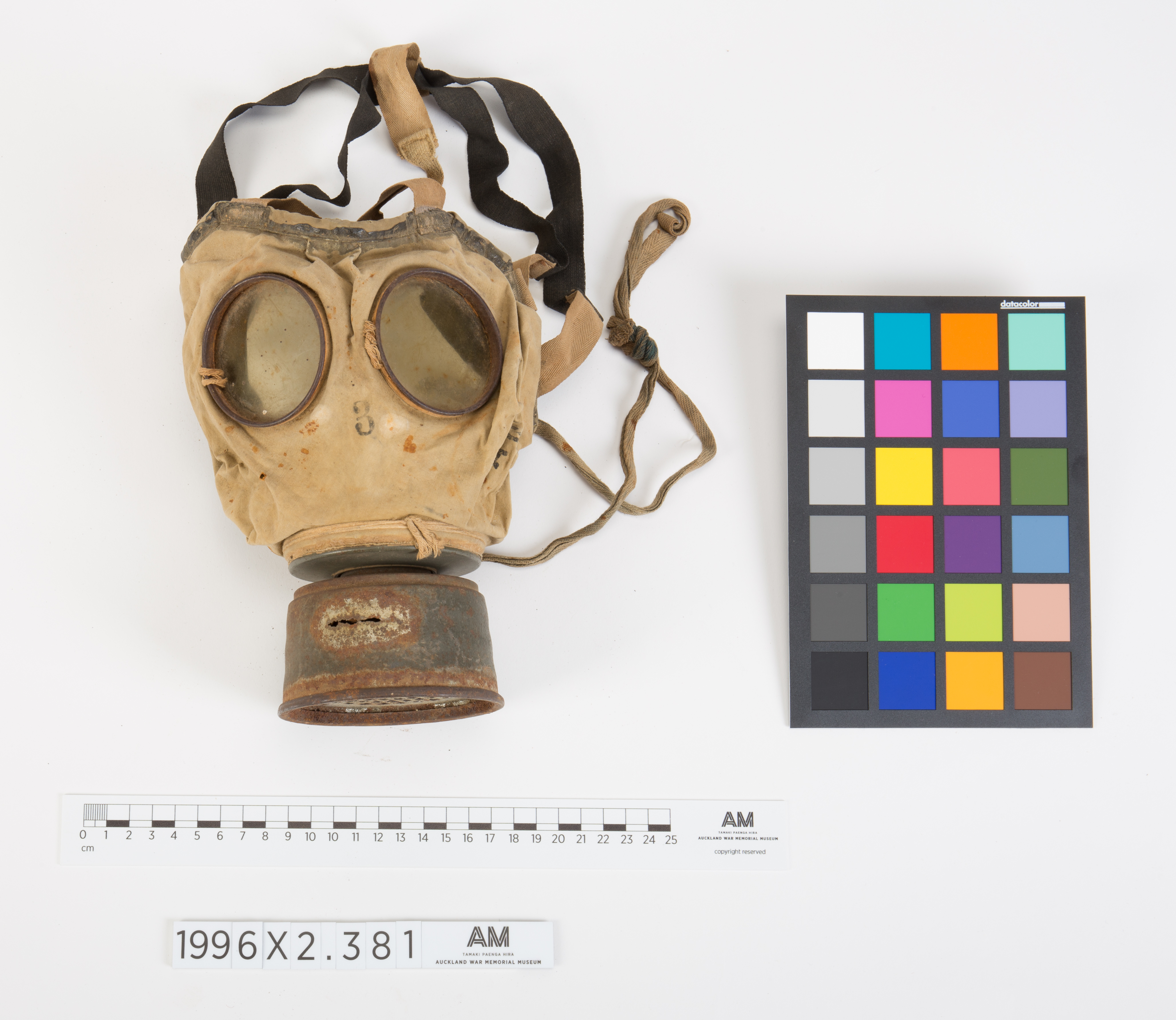
Masque anti-gaz modèle 15

1- Le masque anti-gaz devient indispensable pour le soldat et les Allemands perçoivent le premier modèle en août 1915, le masque anti-gaz modèle 15.
2- La vareuse va être également livrée sous le nom modèle 15 car plusieurs modifications sont apportées, notamment la suppression des liserés rouges.
3- La proposition "d'armures" modernes qui protèges les troupes lors de l’assaut et les guets des tireurs d'élite. Une plaque de renfort peut également se fixer sur le Stalhelm 16.
4- La distribution à partir de la bataille de Verdun du Stalhelm 16, premier casque d'acier de l'armée allemande.